# 4487 Покахонтас
4487 Pocahontas је Амор астероид чија средња удаљеност од Сунца износи 1,730 астрономских јединица (АЈ).
Апсолутна магнитуда астероида је 17,1.